# Васильківське вікаріатство
Васильківське вікаріатство — вікаріатство Київської єпархії УПЦ МП.
Засноване 22 листопада 2000 року рішенням синоду УПЦ МП. Назване по місту Васильків Київської області (древній Василів).
До вікаріатства входять три благочиння: Васильківське благочиння, Калинівське та Гребінківське.

## Єпископи
- Пантелеімон (Бащук) (24 грудня 2000 — 10 листопада 2005)
- Лука (Коваленко) (13 листопада 2005 — 8 травня 2008)
- Пантелеімон (Поворознюк) (24 вересня 2008 — 20 грудня 2012)
- Микола (Поштовий) (17 березня 2013 — 23 листопада 2023)
- Іоасаф (Губень) (з 23 листопада 2022)